# Fogo-fátuo (filme de 2022)
Fogo-fátuo (em francês: Feu Follet) é um filme luso-francês de 2022 do género comédia romântica musical, realizado por João Pedro Rodrigues a partir de um argumento de sua autoria, escrito com João Rui Guerra da Mata e Paulo Lopes Graça. A longa-metragem é protagonizada por Mauro Costa como Alfredo, o príncipe herdeiro de Portugal, cuja paixão pelo meio ambiente o leva a tornar-se bombeiro, e conhecer o colega Afonso (interpretado por André Cabral e Oceano Cruz) com quem explora o amor e desejo.
A obra foi apresentada na Quinzena dos Realizadores do Festival de Cinema de Cannes de 2022, a 24 de maio. A longa-metragem foi selecionada para inúmeros festivais e multipremiada, nomeadamente na quinta edição do Festival Internacional de Cinema de Bruxelas. Fogo-fátuo chegou aos cinemas franceses a 14 de setembro de 2022, e estreou nos portugueses no dia 29 do mesmo mês. Uma versão televisiva com duração mais reduzida, intitulada Um príncipe no quartel, estreou a 13 de novembro de 2022, na Arte.

## Sinopse
Em 2069, Sua Alteza Real Alfredo está acamado, a morrer. Ao seu lado, uma criança brinca com um pequeno camião de bombeiros. O brinquedo transporta o Rei sem Coroa a memórias distantes da sua juventude, eufóricas e eróticas. O idoso moribundo começa a cantar de forma divertida uma canção infantil portuguesa dos anos 80, sobre a amizade com as árvores.
A canção transporta-o para o ano 2011, época em que Alfredo era ainda um jovem príncipe inocente. O seu pai tenta ensinar-lhe ideias geopolíticas que um dia o ajudarão a governar. Mas motivado pelo seu amor pelas árvores, e preocupado com as alterações climáticas e os incêndios florestais cada vez mais frequentes, Alfredo diz aos seus pais (o rei e a rainha de Portugal) que quer ser bombeiro. A mãe acha que ele está a brincar, assim como a comandante da corporação de bombeiros voluntários, mas o príncipe mantém a sua decisão. Na brigada que integra, com propensão para recriações eróticas da história da arte, Alfredo conhece o bombeiro veterano Afonso. O encontro dá início a uma história de amor e desejo mútuos. Após exercícios de treino homoerótico e sessões de fotografias nuas com colegas de trabalho, o casal foge para uma floresta onde trocam histórias íntimas. A relação de ambos marca um novo capítulo nas suas vidas, despertando a determinação de mudar o status quo social. Mas uma decisão de regressar à heteronormatividade ameaça a possibilidade de um futuro conjunto.

## Elenco
- Mauro Costa, como Alfredo (2011);
  - Joel Branco, como Alfredo (2069).
- André Cabral, como Afonso (2011);
  - Oceano Cruz, como Afonso (2069).
- Margarida Vila-Nova, como Teresa.
- Miguel Loureiro, como Eduardo.
- Dinis Vila-Nova, como Sebastião.
- Teresa Madruga, como Ama.
- Ana Bustorff, como Cunhada de Alfredo.
- João Mota, como Marido da cunhada.
- Paulo Bragança, como Primo de Alfredo.[12]
- Raquel Rocha Vieira, como Rata de Sacristia.
- Anabela Moreira, como Rata de Sacristia.
- Cláudia Jardim, como Comandante.
- Joana Barrios, como Bombeira Otília.
- João Villas-Boas, como Bombeiro.
- João Reis Moreira, como Bombeiro.
- João Caçador, como Bombeiro.
- Coro Infantil de Santo Amaro de Oeiras.

## Equipa técnica
- Realização: João Pedro Rodrigues.
- Argumento: João Pedro Rodrigues, João Rui Guerra da Mata e Paulo Lopes Graça.
- Cinematografia: Rui Poças[13]
- Montagem: Mariana Gaivão.[14]
- Som: Nuno Carvalho.[15]
- Misturas: Nuno Carvalho.
- Música: Carlos Paião, Wolfgang Amadeus Mozart, Ermo, Amália Rodrigues e Paulo Bragança.
- Decoração: João Rui Guerra da Mata.[16]
- Figurinos: Patrícia Dória.
- Coreografia: Madalena Xavier.
- Efeitos especiais: Jam Abelanet.
- Produção: João Matos, João Pedro Rodrigues e Vincent Wang.[13]

Tal como aconteceu com O Fantasma, Odete e O Ornitólogo, Rodrigues colaborou com o diretor de fotografia Rui Poças neste filme. Outros colaboradores recorrentes foram João Rui Guerra da Mata, Nuno Carvalho e Paulo Guilherme.

## Produção

### Desenvolvimento
A ideia para o argumento surgiu a partir de um artigo de uma revista de imprensa rosa que João Pedro Rodrigues leu, apresentando as mordomias mantidas pela família real portuguesa no século XXI mesmo que o país fosse uma República. No mesmo artigo, era referido que o príncipe de Portugal teria gostado de ser bombeiro. Inspirado pela comicidade desta premissa, João Pedro Rodrigues escreveu o argumento de Fogo-fátuo durante 2019, juntamente com João Rui Guerra da Mata e o diplomata da ONU Paulo Lopes Graça, que contribuiu com muitos dos diálogos e com a seleção musical. Durante o confinamento da COVID-19, o guião viria a ser reescrito. O realizador pretendia adotar uma abordagem semelhante a um conto de fadas e "fazer um filme curto e divertido, porque acho que muito do cinema de arte hoje em dia é muito longo e muito chato." O argumento final de Fogo-fátuo mistura elementos de comédia, musical, fantasia e ficção científica, inspirado pela leveza do cinema de Charlie Chaplin, Buster Keaton, Ernst Lubitsch e Jerry Lewis.
A longa-metragem é uma produção luso-francesa, resultado da parceria da Terratreme Filmes, com House on Fire e Filmes Fantasma. Depois de um problema com o produtor de O Ornitólogo, João Pedro Rodrigues passou a assumir também o papel de coprodutor desta longa-metragem. Nos créditos finais do filme, o diretor agradece ao cineasta James Bidgood, falecido em 2022.

### Rodagem
A produção de Fogo-fátuo planeava filmar em 2020, mas a progressão da pandemia COVID ditou o adiamento da rodagem. Tal permitiu prolongar os ensaios das sequências musicais. As coreografias foram influenciadas por Anima (2020) de Paul Thomas Anderson e Thom Yorke e vídeoclipes de Perfume Genius. Autora das coreografias, Madalena Xavier trabalhou com alguns dos seus alunos, como André Cabral, que integraram o elenco do filme. Os primeiros ensaios envolveram apenas os personagens principais e progressivamente foram sendo integrados os personagens da corporação de bombeiros.
A rodagem viria a decorrer em novembro de 2021, tendo sido concluída em apenas duas semanas e dois dias. O realizador considerou as sequências coreografadas as mais complexas de filmar, tendo exigido dois dias de filmagem para dar conta da coreografia e trabalhar com um elevado número de atores. Foi utilizada nas gravações camera Sony Venice com lentes Leitz Thalia.

## Música
O filme utiliza diferentes tipos de música, desde os fados populares, música clássica, eletrónica e infantil. A abordagem musical de Fogo-fátuo é influenciada pelas obras de Vincente Minnelli e Jacques Demy, bem como por musicais como On the Town (1949), de Stanley Donen e Gene Kelly. O fadista Paulo Bragança contribuiu para a música, reorganizando alguns fados tradicionais para o filme e mudando a letra de um deles, Embuçado, para fazer um trocadilho entre as palavras "fado" e "falo".

## Temas e estética

### Pintura
Há inúmeros pontos de referência a obras de arte ao longo filme, desde logo numa sequência em que os bombeiros, com diferentes estrutura de corpo, recriam várias pinturas famosas de de Caravaggio, Peter Paul Rubens, Diego Velázquez, José Malhoa e Francis Bacon para um calendário de parede, reminescente de um calendário Pirelli. Outro artista referido no filme é o cartunista José Vilhena, nas palavras do realizador, por ser "muito crítico em relação à ditadura que tivemos até 1974. De alguma forma, conseguiu fazer caricaturas políticas, ridicularizando as pessoas no poder. É como o que aconteceu com o Código Hays, com os cineastas a encontrar maneiras de falar sobre as coisas sem as invocar diretamente".
O quadro Mascarada Nupcial, pintado por José Conrado Rosa em 1788 e, à altura localizado no Musée du Nouveau Monde em La Rochelle (França), surge recorrentemente ao longo do filme. A pintura, repleta de estereótipos raciais, permite que Fogo-fátuo aborde a temática do colonialismo português.

### Colonialismo
Mascarada Nupcial, anteriormente conhecida pelo nome O Casamento do Negro Rosa, pintura do século XVIII que surge na longa-metragem, retrata uma cerimónia de casamento onde um conjunto de personagens negros que se vestem e emulam as posições e operações da elite da época. A obra tem despertado debate acerca da sua pretensão de servir como um reparador histórico que encaixa os corpos oprimidos em papéis que lhes foram negados, ou se na verdade o autor pretende registar uma atração circense. A dualidade da própria génese da obra tem sido vista como reproduzida no filme no papel de Afonso, um africano bombeiro com nome de rei. Para o realizador refere-se ao quadro do seguinte modo: "Acho que fala muito dos tempos que vivemos. Hoje não se pode chamar um quadro de O Casamento do Negro Rosa porque é considerado racista – e claro que é, mas esse também é o título que tinha. O filme é sobre esse tipo de subtileza. O que você pode dizer e o que não pode dizer".
A longa-metragem tece comentários políticos e pensa sobre a relação de Portugal com o seu passado monárquico e colonialista também através da relação dos protagonistas (o amor entre um príncipe europeu e um afrodescendente). Esta paixão cria uma utopia homoerótica em que estes dois companheiros improváveis reimaginam o destino das relações entre as suas culturas, enquanto se utilizam expressões racializadas e provocatórias: se por um lado, o Príncipe Alfredo trata Afonso por “meu queimadinho de sol”, Afonso brinca com as tentativas de autorredenção do príncipe dizendo que “Ele acredita que a vingança contra os seus antepassados colonialistas passa por dar o traseiro aos negros”. João Pedro Rodrigues comenta esta ironia do seguinte modo: "Eles insultam-se racialmente, um ao outro, como uma espécie de jogo sexual. Nessa cena de sexo, trazem o roleplay para a intimidade. É como se o amor e a intimidade pudessem ultrapassar essas feridas".
A escolha musical do filme procura também explorar um sentimento de culpa colonialista. Mané-Chiné, canção da autoria de Jorge Costa Pinto interpretada por Amália Rodrigues, é uma música de teor racista, ligada a uma tradição mais conservadora. Também a canção original que Paulo Bragança adaptou, Fado do Embuçado, da autoria de João Ferreira-Rosa, é uma canção monárquica que denota nostalgia pela aristocracia e pelo período pré-republicano.

### Ecologia
Numa das cenas do filme ambientadas em 2011, o Príncipe Alfredo quebra a quarta parede ao encarar a câmara para citar partes do discurso de Greta Thunberg de 2019 às Nações Unidas, ao tentar defender a sua escolha de se tornar bombeiro perante a sua família reprovadora. Amy Nicholson, do The New York Times, comenta que esta opção cinematográfica pode ser uma tentativa de o personagem principal convencer o público do filme que ele tentou que os seus pais fizessem algo para evitar a progressão das alterações climáticas.

## Continuidade artística
Nesta longa-metragem, João Pedro Rodrigues retoma a linguagem queer, que combina o erotismo com o gosto pelo bizarro, já explorada em O Fantasma (2000), Morrer como um Homem (2009) e O Ornitólogo (2016), desta vez dentro de uma fantasia musical. Tal como a personagem protagonista de Morrer como um Homem, o Príncipe Alberto descobre um outro lado de si mesmo, mas não consegue a sua transformação final, ao decidir cumprir o destino heteronormativo de príncipe herdeiro. Fogo-fátuo também apresenta semelhanças com a curta-metragem O Corpo de Afonso (2012), na qual o realizador imagina como seria a compleição física de D. Afonso Henriques, primeiro rei de Portugal, a partir de um casting de rapazes de corpo torneado. Há uma oposição direta dessa noção em Fogo-fátuo, uma vez que o tipo de corpo do Príncipe Alberto se afastar totalmente dos dos intervenientes em O Corpo de Afonso.

## Distribuição
As vendas mundiais de Fogo-fátuo foram supervisionadas pela Films Boutique. A longa-metragem estreou na programação da Quinzena dos Realizadores do Festival de Cinema de Cannes de 2022, a 24 de maio.
Comercialmente, o filme foi lançado nos cinemas franceses e na Suíça francófona a 14 de setembro de 2022. Fogo-fátuo estreou nas salas de cinema portuguesas no dia 29 de setembro de 2022. O lançamento no cinema na Alemanha ocorreu a 8 de dezembro de 2022. Na América do Norte, o filme estreou no Festival Internacional de Cinema de Toronto, antes de ser exibido a 30 de dezembro de 2022 no Museu de Arte Moderna de Nova Iorque. Fogo-fátuo viria ainda a beneficiar de uma distribuição limitada a 26 de maio de 2023. No Brasil, o filme foi distribuído pela Vitrine Filmes e entrou em cartaz comercialmente com a curta-metragem brasileira Fantasma Neon (2021), de Leonardo Martinelli, a 20 de Julho de 2023.
A estreia televisiva do projeto aconteceu no dia 13 de novembro de 2022, na Arte, onde o filme foi exibido numa versão de média-metragem de 44 minutos, sob o título Um Príncipe no Quartel.

### Classificação
Em França, Fogo-fátuo foi classificado como adequado a todos os públicos quando lançado nos cinemas, mas não recomendado para menores de 16 anos na televisão.
Na Alemanha, o filme foi classificado pela FSK para maiores de 16 anos. A argumentação do sistema de autorregulação afirma que o filme contém representações sexuais explícitas, mas que, tal como o restante, são encenadas num estilo suficientemente artificial para que possam ser vistas por jovens com 16 anos ou mais sem qualquer supervisão. Foi também considerado que o estilo parcialmente teatral do filme, com coreografias e momentos musicais, também facilita o distanciamento dos espectadores com 16 anos ou mais.

### Festivais
Após a sua apresentação no Festival de Cannes, o filme despertou o interesse de vários programadores de festivais internacionais de cinema. Fogo-fátuo percorreu um longo circuito, no qual se destacam os seguintes eventos:

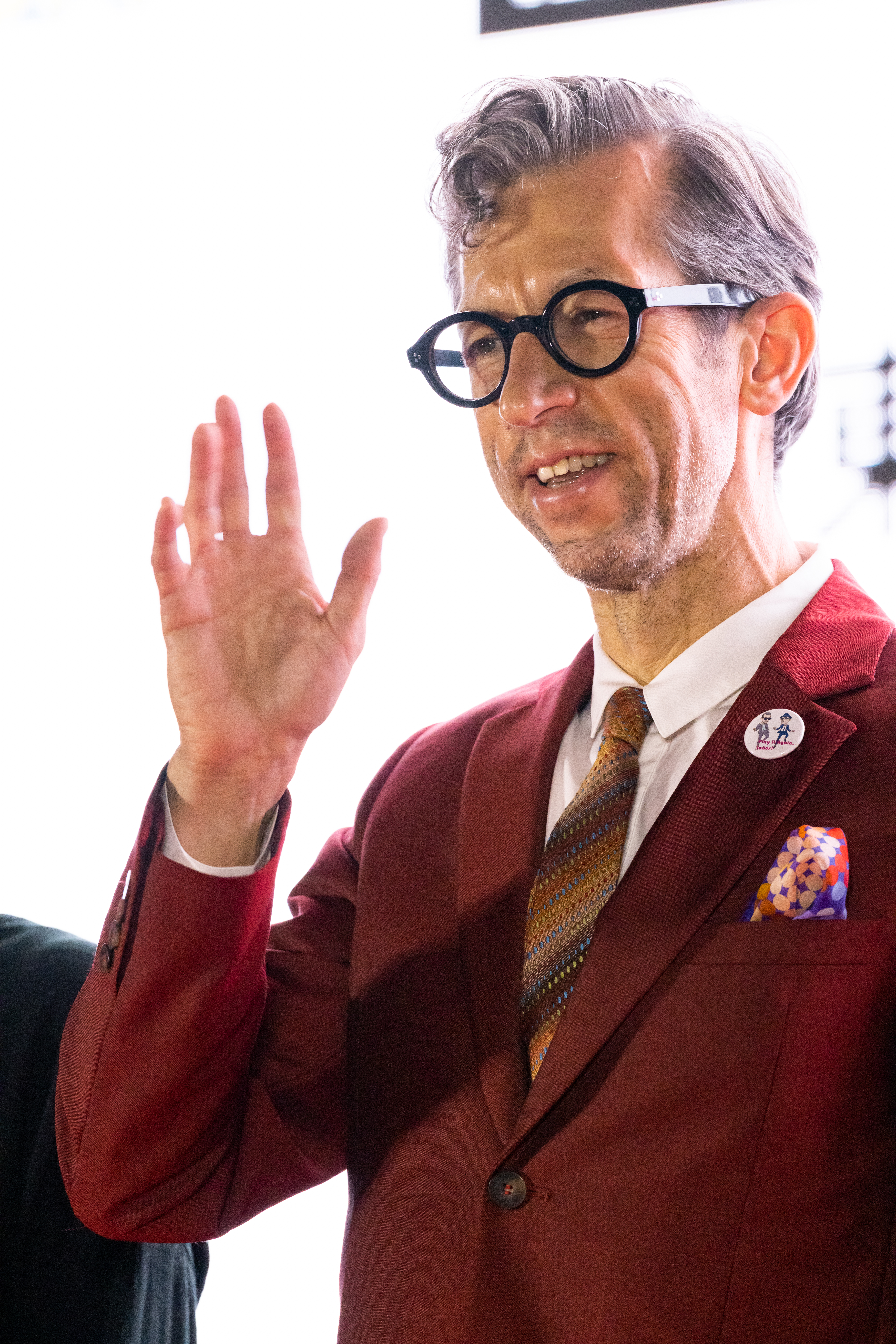
O realizador, João Pedro Rodrigues, na apresentação do filme no Festival Internacional de Cinema de Tóquio em outubro de 2022.

- Festival de Cinema de Munique (Alemanha, 25 de junho de 2022);[40]
- Festival Internacional de Cinema de Bruxelas (Bélgica, 30 de junho de 2022);[41]
- Festival de Cinema de Sydney (Austrália, julho de 2022);[42]
- 30º Curtas Vila do Conde, Filme de encerramento (Portugal, 16 de julho de 2022);[43]
- Jerusalem Film Festival (Israel, 25 de julho de 2022);[44]
- Festival Internacional de Cinema New Horizons (Polónia, julho de 2022);[45]
- Festival Internacional de Cinema de Melbourne (Austrália, 6 de agosto de 2022);[46]
- 60º Festival de Cinema de Nova Iorque, Secção 'Currents' (EUA, 1 de outubro de 2022);[47][48]
- Festival Internacional de Cinema Cinema Queer (Suécia, 6 de outubro de 2022);
- QueerLisboa, Filme de abertura (Portugal, 16 de setembro de 2022);[49]
- Festival Internacional de Cinema de Toronto, Secção 'Comprimentos de onda' (Canadá, 17 de setembro de 2022);[50]
- Queer Film Festival (Alemanha, setembro de 2022);[51]
- Festival do Rio (Brasil, 12 de outubro de 2022);
- Festival de Cinema de Adelaide (Austrália, 21 de outubro de 2022);
- Festival Internacional de Cinema de Bergen (Noruega, 22 de outubro de 2022);
- Viennale (Áustria, 25 de outubro de 2022);[52]
- 35º Festival Internacional de Cinema de Tóquio (Japão, 25 de outubro de 2022);
- CineEco - Festival Internacional de Cinema Ambiental da Serra da Estrela (Portugal, outubro de 2022);
- Festival de Cinema de Bogotá (Colômbia, outubro de 2022);
- Festival Internacional de Cinema de Valdivia (Chile, outubro de 2022);
- Festival de Cine Europeo de Sevilla (Espanha, novembro de 2022);
- Festival Internacional de Cinema de Márgenes (Espanha, novembro de 2022);[53]
- Caminhos do Cinema Português (Portugal, novembro de 2022);
- Festival Internacional de Cinema de Mar del Plata (Argentina, 6 de novembro de 2022);
- Festival de Cinema de Salonica (Grécia, 8 de novembro de 2022);
- Exground Film Festival, Filme de abertura (Alemanha, 11 de novembro de 2022);[54]
- World Film Festival of Bangkok (Tailândia, 4 de dezembro de 2022);
- Festival Internacional de Cinema de Roterdão (Países Baixos, 1 de fevereiro de 2023);
- Festival Internacional de Cine UNAM (México, 2023).

## Receção

### Bilheteira
No seu primeiro dia de operação em França, Fogo-fátuo registou 1.335 entradas, posicionando-se em sétimo lugar nas bilheterias de novos lançamentos, atrás de À propos de Joan (2022), de Laurent Larivière, e à frente de Babi Yar. Context (2021), de Sergey Loznitsa. Ao longo do ano de lançamento, o filme totalizou uma audiência de 16 086 em França e 372 na Suíça francófona.
Aquando a sua distribuição comercial em Portugal, Fogo-fátuo recebeu 3.608 espetadores em sala. O filme foi também visto por 1.831 espetadores na Alemanha e 253 na Noruega.

### Crítica
| Críticas profissionais  | Críticas profissionais |
| Avaliações da crítica   | Avaliações da crítica  |
| Fonte                   | Avaliação              |
| ----------------------- | ---------------------- |
| Cinemanía               | [ 58 ]                 |
| The Film Stage          | [ 59 ]                 |
| The Hollywood Reporter  | [ 60 ]                 |
| The Lonely Film Critic  | [ 61 ]                 |
| Los Angeles Times       | [ 62 ]                 |
| Magazine HD             | [ 63 ]                 |
| The New York Times      | [ 64 ]                 |
| Papo de cinema          | [ 65 ]                 |
| Première                | [ 66 ]                 |
| San Francisco Chronicle | [ 67 ]                 |
| San Jose Mercury News   | [ 68 ]                 |
| Screen daily            | [ 69 ]                 |
| Variety                 | [ 70 ]                 |

A longa-metragem recebeu, de forma geral, comentários positivos pela crítica especializada. No agregador de críticas Rotten Tomatoes, o filme mantém um rating de aprovação de 97%, baseado em 29 críticas, com um rating médio de 7.20/10 e o consenso de que "o realizador João Pedro Rodrigues atrai o público para um território fascinantemente surreal com Fogo-fátuo, uma colisão revolucionária de estilo e substância". Num outro agregador, Metacritic, que atribui uma classificação até 100 a partir das publicações de críticos de cinema convencionais, o filme recebeu uma pontuação de 72, com base em 7 críticas, indicando "aclamação geralmente favorável".
Em França, o site agregador Allociné dá uma média de 4,0⁄5, depois de ter considerado 19 críticas. Olivier Bombarda, do site Bande à part apelidou Fogo-fátuo de uma "deliciosa comédia de autor, musical, de ficção científica, cheia de humor e irreverência". CNews, no mesmo tom, refere um filme "louco, louco e quase onírico que sacode e cativa com sua audácia formal e anacrónica (passamos de 2022 para 2069) e as suas liberdades muito libertinas". Para Sandra Onana, do Libération, o modo como Rodrigues, aborda a emergência climática, o conflito de gerações e desafia o passado imperialista de Portugal, "dá uma escultura estranha, barroca e pagã, uma fantasia oferecida aos deuses do absurdo". Os críticos de cinema do Le Figaro falam de uma "fantasia musical onde o fogo se espalha principalmente para as nádegas". A Télérama considera Fogo-fátuo o mais bonito filme do realizador. Pelo contrário, Simon Hoareau (Fiches du cinéma), argumenta que se trata apenas de "um trabalho lúdico, mas surpreendentemente modesto - até mesmo menor" na carreira de Rodrigues.
A crítica cinéfila portuguesa também elogiou o filme. Pedro Sesinando (FilmSpot) demonstrou admiração pela abordagem incisiva de João Pedro Rodrigues, ajudada pela fotografia de Rui Poças, "muito bem trabalhada, construindo uma sucessão de telas em movimento que tornam o filme numa sequência rítmica de gags bem conseguidos, intercalados por momentos musicais que ajudam ao avanço da narrativa". O Jornal Universitário do Porto apelidou Fogo-fátuo de "uma experiência sinceramente divertida, que nos deixa até um certo ponto desconfortáveis, ao brincar com os limites do humor do cinema português".
Na Alemanha, a crítica especializada recebeu a longa-metragem com entusiasmo. Michael Meyns, do Blickpunkt:Film, elogia o modo como João Pedro Rodrigues aborda inúmeros temas, falando da protecção ambiental muitas vezes superficial, das dores de estômago pós-coloniais, da difícil transição de um sistema monárquico para uma república e de atitudes machistas, resultando numa peça anárquica de cinema e um estudo encenado com grande prazer em subverter padrões narrativos arraigados e expectativas de visualização, que surpreende continuamente.
De entre a crítica norte-americana, Andréa Picard, programadora do Festival Internacional de Cinema de Toronto enaltece a fotografia do de Rui Poças e o extravagante design de arte de João Rui Guerra da Mata, mas acima de tudo, o modo como a longa-metragem passa "de momentos de austeridade oliveiriana para bacanais buñuelianos, Fogo-fátuo é aquela jóia rara de filme cuja travessura ágil é entregue com a precisão formal sem esforço do realizador". Também Luke Gorham (Review Online) destaca a fotografia, particulamente "um claro-escuro impressionante, uma atenção amorosa dada aos músculos ondulantes dos corpos destes homens e ao absurdo sensual de vê-los reencenar pinturas". De entre as atuações do elenco, Alan French, colaborador da disappointment media, destaca a interpretação cómica de Cláudia Jardim e a sensualidade de André Cabral, que elevam o segundo ato do filme, e sua ausência é palpável quando eles saem". A Variety compara a obra a Titane (2021), de Julia Ducournau, destacando como Rodrigues leva o seu filme "para um lugar mais leve, mais doce, mais lúdico e mais pornográfico". Allan Hunter, da Screen, chama Fogo-fátuo de "uma colagem orgulhosamente idiossincrática que explora as alterações climáticas, a Covid-19, o aquecimento global e o estado existencial de um Portugal dividido entre o desânimo pelo seu passado colonialista e a esperança de um futuro mais progressista". Escreve James Lattimer em Cinema Scope, que "a verdadeira inovação aqui é a comédia, que funciona perfeitamente, encaixando-se com o erotismo característico de Rodrigues, tem um efeito divertido e obsceno, ao mesmo tempo que dá estrutura à sua abordagem narrativa flutuante". No Los Angeles Times, argumenta-se que "poucos cineastas por aí fazem arte deliciosamente desafiadora como Rodrigues, e esta entrada no seu catálogo é uma foto concentrada da sua maestria sardónica".

### ListasMelhores do anoda crítica
Vários críticos incluíram Fogo-fátuo entre as dez primeiras posições em listas de melhores filmes do ano 2022:
- No. 7, Manuel Halpern (Visão);[88]
- No. 8, John Waters (Artforum);[89]
- No. 9, Les Inrockuptibles;[90]
- No. 10, Guy Lodge (The Guardian);[91]
- No. 15, Expresso.[92]

### Premiações
A longa-metragem foi selecionada e esteve entre os finalistas da edição de 2022 dos Prémios do Cinema Europeu. Abaixo apresenta-se uma seleção de prémios e nomeações recebidas:
| Ano  | Prémios                                         | Categorias                              | Destinatários e nomeados | Resultado               | Referências          |
| ---- | ----------------------------------------------- | --------------------------------------- | ------------------------ | ----------------------- | -------------------- |
| 2022 | Festival Internacional de Cinema de Cannes 2022 | Queer palm                              | João Pedro Rodrigues     | Indicado                | [ 20 ]               |
| 2022 | Festival de Cinema de Munique                   | Competição CineRebels                   | João Pedro Rodrigues     | Indicado                | [ 40 ]               |
| 2022 | Festival de Cinema Europeu de Sevilha           | Giraldillo de ouro                      | Fogo-fátuo               | Indicado                | [ 94 ] [ 95 ]        |
| 2022 | Festival de Cinema Europeu de Sevilha           | Grande Prémio do Júri                   | Fogo-fátuo               | Venceu                  | [ 94 ] [ 95 ]        |
| 2022 | Festival Internacional de Cinema de Bruxelas    | Prémio Semana dos realizadores          | João Pedro Rodrigues     | Venceu                  | [ 96 ] [ 97 ] [ 98 ] |
| 2022 | Festival de Cinema do Rio de Janeiro            | Prémios Félix                           | João Pedro Rodrigues     | Menção especial do Júri | [ 99 ]               |
| 2022 | Lesgai Madrid Film Festival                     | Cine Disidente                          | João Pedro Rodrigues     | Menção especial do Júri | [ 100 ]              |
| 2022 | Caminhos do Cinema Português                    | Prémio Cidade de Coimbra: Melhor ficção | Fogo-fátuo               | Venceu                  | [ 101 ]              |
| 2022 | Caminhos do Cinema Português                    | Melhor direção artística                | João Rui Guerra da Mata  | Venceu                  | [ 101 ]              |
| 2022 | Caminhos do Cinema Português                    | Melhor guarda-roupa                     | Patrícia Dória           | Venceu                  | [ 101 ]              |
| 2023 | Prémio LUX                                      | Prémio do público                       | Fogo-fátuo               | Indicado                | [ 102 ]              |
| 2023 | Globos de Ouro                                  | Melhor ator                             | Mauro Costa              | Indicado                | [ 103 ]              |
| 2023 | Prémio Autores                                  | Melhor filme                            | Fogo-fátuo               | Venceu                  | [ 104 ]              |

## Artigos relacionados
- Homossexualidade em Portugal